# Granice (Racławice)
Granice – część wsi Racławice w Polsce, położona w województwie małopolskim, w powiecie gorlickim, w gminie Biecz. Wchodzi w skład sołectwa Racławice.
W latach 1975–1998 Granice położone były w województwie krośnieńskim.
Południowa część Granic znajduje się w granicach miasta Biecza.